# Alan L. Shefland
Alan L. Shefland (* April 1943) ist ein US-amerikanischer Filmeditor.

## Leben
Nachdem Alan L. Shefland ab 1977 erstmals in vier Episoden der Actionfernsehserie Die sieben Millionen Dollar Frau den Schnitt übernahm, war er vor allen Dingen in weiteren Fernsehserien wie Zurück in die Vergangenheit, New York Undercover und zuletzt Veronica Mars für den Schnitt einzelner Folgen und für Fernsehfilme wie American Dragons – Blutige Entscheidung, Flashpoint und Der Zauberbogen verantwortlich.
Shefland ist mit der Editorin Pam Ziegenhagen verheiratet.

## Filmografie (Auswahl)
- 1977–1978: Die sieben Millionen Dollar Frau (The Bionic Woman) (Fernsehserie, 4 Episoden)
- 1979: Der unglaubliche Hulk (The Incredible Hulk) (Fernsehserie, 5 Episoden)
- 1981: Der Zauberbogen (The Archer: Fugitive from the Empire)
- 1989–1990: Zurück in die Vergangenheit (Quantum Leap) (Fernsehserie, 8 Episoden)
- 1994: Bitteres Blut (In the Best of Families: Marriage, Pride & Madness)
- 1994: Mary Silliman’s War
- 1995: In der Hitze des Südens (A Father for Charlie)
- 1996–1997: Jim Profit – Ein Mann geht über Leichen (Profit) (Fernsehserie, 4 Episoden)
- 1998: American Dragons – Blutige Entscheidung (American Dragons)
- 1998–1999: New York Undercover (Fernsehserie, 5 Episoden)
- 1999: Tom Clancys Netforce (NetForce)
- 2002: Flashpoint
- 2003: Twilight Zone (The Twilight Zone) (Fernsehserie, 2 Episoden)
- 2004–2006: Veronica Mars (Fernsehserie, 22 Episoden)
- 2006: Cyxork 7